# Psychrophrynella
Psychrophrynella là một chi động vật lưỡng cư trong họ Strabomantidae, thuộc bộ Anura. Chi này có 19 loài và 100% bị đe dọa hoặc tuyệt chủng.